# Université de Nicosie
L'université de Nicosie (en anglais : University of Nicosia, en grec : Πανεπιστήμιο Λευκωσίας) est la plus grande université privée de Chypre. Elle fut créée en 1980 sous le nom d’Intercollege. Elle prit son nom actuel en 2007. Elle possède trois branches à Nicosie, Limassol et Larnaca. Elle a 5 000 étudiants, dont 4 000 à Nicosie. Son recteur est Michális Attalídis.

## Les partenaires[1]
| Pays                                                                 | Institution                                                                   |
| Espagne                                                              | Université d'Oviedo                                                           |
| Suède                                                                | Institut Karolinska                                                           |
| Belgique                                                             | European Commission, Centre commun de recherche                               |
| Grèce                                                                | Ecole Nationale de Santé Publique                                             |
| Irlande                                                              | Centre de Surveillance de la Protection de la Santé                           |
| UK                                                                   | St George's, Université de Londres                                            |
| UK                                                                   | Imperial College London                                                       |
| UK                                                                   | Cardiff Université                                                            |
| US                                                                   | Branche médicale de l'Université du Texas                                     |
| US                                                                   | Université de Caroline du Sud                                                 |
| Australie                                                            | Université Deakin                                                             |
| Australie                                                            | Ministère de la Santé d'Australie-Occidentale                                 |
| Australie                                                            | Université Monash                                                             |
| Australie                                                            | Ambulance Saint-Jean Australie occidentale                                    |
| Israël                                                               | Centre israélien de contrôle des maladies Ministère de la Santé               |
| Liban                                                                | Université libanaise américaine                                               |
| Thaïlande                                                            | Université Chulalongkorn, Faculté de médecine                                 |
| Brésil                                                               | Université Fédérale Fluminense                                                |
| Brésil                                                               | Instituto de Estudos em Saúde Coletiva, Université fédérale de Rio de Janeiro |
| Géorgie                                                              | Office national des statistiques de Géorgie                                   |
| Géorgie                                                              | Centre national de contrôle des maladies et de santé publique                 |
| Géorgie                                                              | Université d'État de Tbilissi                                                 |
| Norvège                                                              | Université d'Oslo                                                             |
| Slovénie                                                             | Institut National de Santé Publique                                           |
| Slovénie                                                             | Université de Ljubljana                                                       |
| Bahreïn                                                              | Université de Bahreïn                                                         |
| Koweit                                                               | Université du Koweït                                                          |
| Guinée                                                               | Université Kofi Annan de Guinée                                               |
| Bulgarie                                                             | Université de médecine – Sofia                                                |
| France                                                               | Ecole Française de Santé Publique                                             |
| Allemagne                                                            | LMU Munich                                                                    |
| Bhoutan                                                              | Collège royal de Thimphu                                                      |
| Mongolie                                                             | Université nationale des sciences médicales de Mongolie                       |
| Cameroun                                                             | Université de Dschang                                                         |
| Guyane                                                               | École internationale américaine de médecine                                   |
| Italie                                                               | Université de Pérouse                                                         |
| Cap-Vert                                                             | Université Jean Piaget de Cap-Vert                                            |
| Soudan                                                               | Université de Gezira                                                          |
| L'Autriche                                                           | Université de médecine de Vienne                                              |
| Ouganda                                                              | Université Makerere                                                           |
| Danemark                                                             | Université de Copenhague                                                      |
| Estonie                                                              | Institut National pour le Développement de la Santé                           |
| Colombie                                                             | Université Coopérative de Colombie, campus Villavicencio                      |
| Taïwan                                                               | National Taiwan University                                                    |
| Maurice                                                              | University of Mauritius                                                       |
| Algérie                                                              | Université de Béjaïa                                                          |
| Algérie                                                              | Université de M'Sila                                                          |
| Ethiopie                                                             | Université d'Addis-Abeba                                                      |
| Zimbabwe                                                             | Grande Université du Zimbabwe                                                 |
| Mexique                                                              | Institut de technologie de Monterrey                                          |
| Kazakhstan                                                           | Université nationale kazakhe Al-Farabi                                        |
| Egypte                                                               | Université américaine du Caire                                                |
| Ukraine                                                              | Université nationale de médecine O.O. Bogomolets de Kyiv                      |
| Bahreïn, Koweït, Oman, Qatar, Arabie saoudite et Émirats arabes unis | Indépendant                                                                   |
| Russie                                                               | Université russe de l’Amitié des Peuples                                      |
| Pérou                                                                | Université du Pacifique                                                       |
| São Tomé et Príncipe                                                 | Université de Sao Tomé et Principe                                            |
| Chypre                                                               | Meridian Gaming Faculté de médecine de l'Université de Nicosie                |